# Hlebine
Hlebine es un municipio de Croacia en el condado de Koprivnica-Križevci.

## Geografía
Se encuentra a una altitud de 123 m s. n. m. a 115 km de la capital nacional, Zagreb.

## Demografía
En el censo 2011, el total de población del municipio fue de 1 304 habitantes, distribuidos en las siguientes localidades:
- Gabajeva Greda - 149
- Hlebine - 1 155

| Gráfica de población de Hlebine 1857-2011                           |
|                                                                     |
| Según los censos de población de la oficina estadística de Croacia. |